# Erik af Edholm (militär)
Erik Gustaf af Edholm, född den 6 november 1878 i Stockholm, död där den 16 februari 1954, var en svensk militär. Han var son till 1:e hovmarskalk Erik af Edholm och Emma Braunerhielm.

## Biografi
af Edholm avlade officersexamen 1899, blev underlöjtnant vid Svea livgarde samma år och genomgick krigshögskolan 1902-1904. Han blev löjtnant vid generalstaben 1908, kapten 1912, major 1920, stabschef vid IV. arméfördelningen 1920, bataljonschef vid Svea livgarde 1923, överstelöjtnant vid Västerbottens regemente 1926, överste i armén och tillförordnad chef för Södermanlands regemente 1928, överste och chef för samma regemente 1929, chef för Östra brigaden 1935, generalmajor 1936,  chef för III. arméfördelningen 1937 samt generallöjtnant i reserven 1944. af Edholm var militärattaché vid grekiska och montenegrinska armén under Balkankrigen 1912–1913, lärare i taktik vid krigshögskolan 1912–1917, sekreterare i kommittén mot försvarsfientlig propaganda 1919 samt chef och ledare för gasskyddskurser 1925–1928 och 1933. Erik af Edholm är begravd på Solna kyrkogård.
af Edholm utgav tillsammans med Curt Dahlgren Stridsgaser och rök i lantkriget (1926). 1928 blev af Edholm ledamot av andra klassen av Kungliga Krigsvetenskapsakademien.

## Utmärkelser

### Svenska utmärkelser
- Kommendör med stora korset av Svärdsorden, 15 november 1943.[6]
- Kommendör av första klassen av Svärdsorden, 25 november 1933.[7]
- Riddare av första klassen av Svärdsorden, 1920.[8]

### Utländska utmärkelser
- Kommendör av första klassen av Finlands Vita Ros’ orden, tidigast 1931 och senast 1935.[9][10][11]
- Storofficer av Lettiska Tre Stjärnors orden, tidigast 1935 och senast 1940.[10][11]
- Kommendörens storkors av Litauiska Storfurst Gediminas orden, tidigast 1935 och senast 1940.[10][11]
- Kommendör av första klass av Polska Polonia Restituta, tidigast 1935 och senast 1940.[10][11]
- Kommendör av Italienska kronorden, tidigast 1931 och senast 1935.[9][10]
- Kommendör av Norska Sankt Olavs orden, tidigast 1928 och senast 1931.[9][12]
- Officer av Montenegriska Prins Danilo I:s orden, tidigast 1925 och senast 1928.[12][13]
- Officer av Nederländska Oranien-Nassauorden med svärd, senast 1915.[14]
- Officer av Tunisiska orden Nischan el Iftikhar, senast 1915.[14]